# 세브셰시

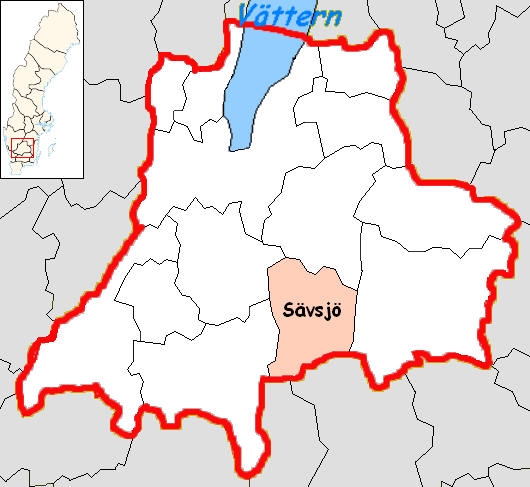
세브셰 시의 위치

세브셰시(스웨덴어: Sävsjö kommun)는 스웨덴 옌셰핑주에 위치한 지방 자치체로 행정 중심지는 세브셰이며 면적은 729.23km2, 인구는 11,396명(2016년 12월 31일 기준), 인구 밀도는 16명/km2이다.

시 문장